# Ana Abrunhosa
Ana Maria Pereira Abrunhosa (née le 4 juillet 1970) est une économiste et femme politique portugaise qui est ministre de la cohésion territoriale d'octobre 2019 à mars 2024, date à laquelle elle est élue à l'Assemblée de la République du Portugal en tant que membre du Parti socialiste (PS), représentant la circonscription de Coimbra.

## Jeunesse et carrière
Abrunhosa est titulaire d'un doctorat en économie de la Faculté d'économie de l'Université de Coimbra et y enseigne plusieurs matières depuis 1995, telles que la microéconomie, l'économie régionale et l'économie européenne. Elle est également chercheuse au Centre d'études sociales de l'université.

## Carrière politique
Sans affiliation politique, Abrunhosa occupe des fonctions publiques liées au développement régional et à la gestion de l'innovation sous le gouvernement de centre-gauche d'António Costa (Parti socialiste) et sous le gouvernement de centre-droit précédent de Pedro Passos Coelho (PSD). Avant de devenir ministre, elle occupe notamment les fonctions de présidente de la Commission de coordination et de développement de la région Centre (2014-2019) — qui a coïncidé avec les incendies dévastateurs de juin 2017 au Portugal —, de présidente du conseil d’administration du programme opérationnel régional Centre (2014-2019), de présidente du comité d’investissement de l’instrument urbain de réhabilitation et de revitalisation (2016-2019), de présidente du conseil général du fonds de dette et de garanties de l’institution financière de développement (2017-2018) et du conseil général du fonds de capital et de quasi-capital (2019), et de présidente de la communauté de travail et de l’eurorégion EuroACE (2018-2019).